# Пригородный округ Мумбаи
При́городный о́круг Мумба́и (маратхи मुंबई उपनगर जिल्हा; англ. Mumbai Suburban District) — округ в индийском штате Махараштра. Образован 1 октября 1990 года. Административный центр — Бандра. Площадь округа — 446 км². По данным всеиндийской переписи 2001 года население округа составляло 8 640 419 человек. Уровень грамотности взрослого населения составлял 86,9 %, что значительно выше среднеиндийского уровня (59,5 %).